# Фиалкоцветные
Фиалкоцветные (лат. Violales) — порядок цветковых растений в некоторых системах классификации; получил своё название от входящего в него семейства фиалковых. В некоторых системах для аналогичной группировки используется название «Париетальные» (Parietales).
В версии 1981 года влиятельной системы Кронквиста порядок Фиалкоцветные помещён в подкласс Дилленииды и состоит из семейств, который приведён ниже. В системе группы филогении покрытосеменных порядок фиалкоцветных отсутствует, семейство Фиалковые помещено в порядок Мальпигиецветные, остальные семейства размещены в различных порядках, как указано ниже:
- семейство Ахариевые → порядок Мальпигиецветные
семейство Анцистрокладовые → порядок Гвоздичноцветные
семейство Бегониевые → порядок Тыквоцветные
семейство Биксовые → порядок Мальвоцветные
семейство Кариковые → порядок Капустоцветные
семейство Ладанниковые → порядок Мальвоцветные
семейство Тыквенные → порядок Тыквоцветные
семейство Датисковые → порядок Тыквоцветные
семейство Дионкофилловые → порядок Гвоздичноцветные
семейство Флакуртиевые → включено в семейство Ивовые, порядок Мальпигиецветные
семейство Фукьериевые → порядок Верескоцветные
семейство Франкениевые → порядок Гвоздичноцветные
семейство Гоплестигмовые → неопределённая позиция
семейство Гуовые → Розиды (напрямую)
семейство Лакистемовые → порядок Мальпигиецветные
семейство Лоазовые → порядок Кизилоцветные
семейство Мальзербиевые → порядок Мальпигиецветные (опционно в составе Пассифлоровые)
семейство Пассифлоровые → порядок Мальпигиецветные
семейство Перидисковые → порядок Мальпигиецветные
семейство Сцифостегиевые → включено в семейство Ивовые, порядок Мальпигиецветные
семейство Стахиуровые → порядок Кроссосомоцветные
семейство Гребенщиковые → порядок Гвоздичноцветные
семейство Тёрнеровые → порядок Мальпигиецветные (опционно в составе Пассифлоровые)
семейство Фиалковые → порядок Мальпигиецветные

1. ↑  Об условности указания класса двудольных в качестве вышестоящего таксона для описываемой в данной статье группы растений см. раздел «Системы APG» статьи «Двудольные».